# Eriocaulon milhoense
Eriocaulon milhoense là một loài thực vật có hoa trong họ Eriocaulaceae. Loài này được Herzog mô tả khoa học đầu tiên năm 1931.